# Episodi de La famiglia Hogan (terza stagione)
La terza stagione della serie televisiva La famiglia Hogan è stata trasmessa in anteprima negli Stati Uniti d'America dalla NBC tra il 21 settembre 1987 e il 2 maggio 1988.
| nº | Titolo originale           | Titolo italiano | Prima TV USA      | Prima TV Italia |
| -- | -------------------------- | --------------- | ----------------- | --------------- |
| 1  | Movin' On                  |                 | 21 settembre 1987 |                 |
| 2  | Liars and Other Strangers  |                 | 28 settembre 1987 |                 |
| 3  | Burned Out                 |                 | 5 ottobre 1987    |                 |
| 4  | Take My Wife, Please       |                 | 12 ottobre 1987   |                 |
| 5  | You've Got to Believe      |                 | 19 ottobre 1987   |                 |
| 6  | A Room with No View        |                 | 2 novembre 1987   |                 |
| 7  | You Bet Your Life          |                 | 9 novembre 1987   |                 |
| 8  | School of Hard Knocks      |                 | 16 novembre 1987  |                 |
| 9  | Nightmare on Oak Street    |                 | 23 novembre 1987  |                 |
| 10 | Poetic Injustice           |                 | 16 dicembre 1987  |                 |
| 11 | Love with the Proper Hogan |                 | 28 dicembre 1987  |                 |
| 12 | Faulty Attraction          |                 | 4 gennaio 1988    |                 |
| 13 | Teacher's Pet              |                 | 11 gennaio 1988   |                 |
| 14 | Mother Poole's Visit       |                 | 18 gennaio 1988   |                 |
| 15 | Mark and Willie's Day Off  |                 | 25 gennaio 1988   |                 |
| 16 | A Restaurant Named Desire  |                 | 15 febbraio 1988  |                 |
| 17 | The King and I             |                 | 22 febbraio 1988  |                 |
| 18 | Skip III: The Bailout      |                 | 7 marzo 1988      |                 |
| 19 | Help Wanted                |                 | 14 marzo 1988     |                 |
| 20 | 48 Hours                   |                 | 21 marzo 1988     |                 |
| 21 | Close Encounters           |                 | 2 maggio 1988     |                 |